# SS-Panzerregiment 9
Het SS-Panzerregiment 9 was een Duits tankregiment van de Waffen-SS tijdens de Tweede Wereldoorlog.

## Krijgsgeschiedenis
SS-Panzerregiment 9 werd 1 februari 1943 opgericht in Frankrijk en België.
Het regiment maakte bij oprichting deel uit van de SS-Panzergrenadier-Division 9 (vanaf 1 maart 1943 kwam pas de toevoeging Hohenstaufen) en vanaf 3 oktober 1943 van de 9. SS-Panzer-Division Hohenstaufen en bleef dat gedurende zijn verdere bestaan.
In november 1944 werd het regiment vrijwel volledig nieuw opgericht, met zelfde samenstelling als voorheen.
Het regiment capituleerde (met grote delen van de divisie) bij Steyr aan Amerikaanse troepen op 8 mei 1945.

## Samenstelling bij oprichting
- I. Abteilung met 4 compagnieën (1-4)
- II. Abteilung met 4 compagnieën (5-8)

## Wijzigingen in samenstelling
Op 22 oktober 1943 werd de I. Abteilung omgevormd in een Panther-Abteilung.

In november 1943 werd de II. Abteilung een gemengde Abteilung met twee tank- en twee Sturmgeschütz-compagnieën.

## Opmerkingen over schrijfwijze
- Abteilung is in dit geval in het Nederlands een tankbataljon.

## Commandanten
| Rang                   | Naam       | Begin        | Eind               |
| ---------------------- | ---------- | ------------ | ------------------ |
| SS-Obersturmbannführer | Otto Meyer | januari 1944 | 29 augustus 1944 † |

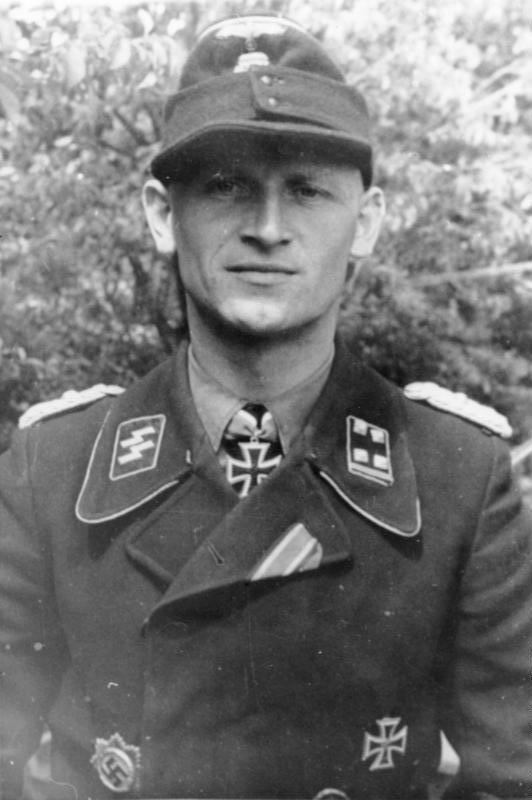
SS-Obersturmbannführer Otto Meyer

SS-Obersturmbannführer Meyer sneuvelde terwijl hij zijn regiment over de Seine leidde bij Duclair.
Panzerregiment 1 · Panzerregiment 2 · Panzerregiment 3 · Panzerregiment 4 · Panzerregiment 5 · Panzerregiment 6 · Panzerregiment 7 · Panzerregiment 8 · Panzerregiment 9 · Panzerregiment 10 · Panzerregiment 11 · Panzerregiment 15 · Panzerregiment 16 · Panzerregiment 17 · Panzerregiment 18 · Panzerregiment 21 · Panzerregiment 22 · Panzerregiment 23 · Panzerregiment 24 · Panzerregiment 25 · Panzerregiment 26 · Panzerregiment 27 · Panzerregiment 28 · Panzerregiment 29 · Panzerregiment 31 · Panzerregiment 33  · Panzerregiment 35 · Panzerregiment 36 · Panzerregiment 39 · Panzerregiment 69 · Panzerregiment 80 · Panzerregiment 100 · Panzerregiment 101 · Panzerregiment 102 · Panzerregiment 116 · Panzerregiment 118 · Panzer-Lehr-Regiment 130 · Panzerregiment 201 · Panzerregiment 202 · Panzerregiment 203 · Panzerregiment 204 · Schweres Panzer-Regiment Bäke · Panzerregiment Brandenburg · Panzerregiment Coburg · Panzerregiment Feldherrnhalle · Panzerregiment Feldherrnhalle 2 · Panzerregiment Hermann Göring · Panzerregiment Großdeutschland · Panzerregiment Kurmark · Panzerregiment von Lauchert · Panzerregiment Major Rettemeier · Fallschirm-Panzerregiment 1 · Fallschirm-Panzerregiment 21 · SS-Panzerregiment 1 LSSAH · SS-Panzerregiment 2 · SS-Panzerregiment 3 · SS-Panzerregiment 5 · SS-Panzerregiment 9 · SS-Panzerregiment 10 · SS-Panzerregiment 11 · SS-Panzerregiment 12